# Godalming
Godalming es una ciudad en el distrito de Waverley en el condado de Surrey, Inglaterra, 7 kilómetros al sur de Guildford. Se encuentra a orillas del río Wey y es una próspera ciudad dentro del área metropolitana de Londres. Godalming comparte un triple hermanamiento con las ciudades de Joigny (Francia) y Mayen (Alemania). También hay vínculos de amistad entre el estado de Georgia (Estados Unidos) y la ciudad de Moscú (Rusia). James Oglethorpe, de Godalming y educado en la Escuela Charterhouse, fue el fundador de la colonia de Georgia.
Fue votada en una encuesta del Channel 4 como el cuarto mejor lugar para vivir en el Reino Unido.

## Historia

### Antes de 1300
La ciudad existe desde tiempos sajones (véase también Godalming (Hundred)), y probablemente desde antes. Se la menciona en el testamento del rey Alfredo el Grande, y el mismo nombre posee orígenes sajones: "Godhelms Ingus" traducido literalmente como "la familia de godhelm", refiriéndose probablemente a uno de los primeros señoríos.
La ciudad de Godalming apareció porque está justo entre Portsmouth y Londres, de tal forma que los mercaderes crearon puestos y posadas para viajeros a los que comprar y a los que alojar.
Godalming aparece en el Libro Domesday de 1086 como Godelminge. La poseía Guillermo el Conquistador. Sus recursos domesday eran: 2 iglesias (ambas propiedad de Ranulf Flambard) valoradas 12s, 3 molinos valorados 2£ 1s 8d, 25 arados, 40 acres de prados, bosque valorado 103 cerdos. Se traducía en 34£. Su población era de apenas 400 personas. Por aquel entonces, su señor pertenecía al Rey, pero unos pocos cientos de años más tarde se transfirió la propiedad al Obispo de Salisbury, bajo unos estatutos avalados por el rey Eduardo I.

### 1300-1800
En el año 1300, se le otorgó a la ciudad el derecho de albergar un mercado semanal y una feria anual. Su principal industria en aquel tiempo era la de tela de algodón, la cual contribuyó a la prosperidad de durante los siguientes siglos, hasta un repentino declive en el siglo XVII. En cambio, sus habitantes aplicaron sus habilidades para las nuevas tecnologías de punto y tejidos y comenzaron a producir medias en diferentes variedades de materiales, y más tarde para el trabajo del cuero.
Una buena voluntad de adaptar y cambiar de una industria a otra significaba que Godalming comenzaría realmente a prosperar económicamente. Por ejemplo, se adoptó la papelería en el siglo XVII, y el papel se seguía manufacturando allí en el siglo XX. La cantería de piedra bargate también constituyó una importante fuente de ingresos, así como lo hizo el comercio ambulante; Godalming era famosa por ser un punto de parada de diligencias y carruajes de correos entre Portsmouth y Londres. En 1764, el mercado recibió un empuje adicional cuando tuvo lugar una primera canalización del río, conectando la ciudad de Guildford y de allí al río Támesis y Londres en las navegaciones de Wey y Godalming.
En 1726 una criada de Godalming llamada Mary Tofts engañó a la ciudad haciendo creer que había dado a luz conejos. Los médicos más destacados de la época acudieron para comprobar el excéntrico suceso y durante un corto período la historia impactó a nivel nacional. Finalmente, se descubrió a Mary después de que un portero fuera cogido pasando a escondidas un conejo muerto a su habitación, ella confesó haber insertado al menos 16 conejos dentro de ella misma y haber fingido su nacimiento.

### Desde 1800
Godalming tenía tanto éxito que a comienzos del siglo XIX fue considerablemente más extensa que la actual ciudad condal de Guildford, y para 1851 la población había superado los 6500 habitantes. Se estaba convirtiendo en una residencia famosa para gentes de paso, por lo que había sido conectada a Londres por ferrocarril dos años antes, en 1849, y a Portsmouth en 1859. Actualmente, la ciudad tiene servicio de tren (estación ferroviaria de Godalming) de la Línea Directa de Portsmouth. El primer alcalde de Godalming fue Henry Marshall, quien también fundó la empresa: Marshalls Solicitors en 1831.

## Arquitectura
La ciudad posee alrededor de 230 edificios listados, entre los que se incluyen armaduras tudor y aparejos del siglo XVII. La Iglesia Parroquial de Godalming es de un coro en una temprana sajona y una torre normanda. El ayuntamiento del siglo XIX, apodado "el Pepperpot" por su linterna, es un distintivo edificio octogonal situado en la Calle Mayor (High Street). Debido a su único diseño, se ha convertido el de facto "lema" de la ciudad hoy en día.
El edificio actual se remonta a 1814 y remplaza al medieval "Antigua Casa del Mercado" (Old Market House) que había ocupado el sitio desde principios de la Edad Media. Fue en esta Casa de Mercado (y sus predecesores) donde la Corte del Hundred local se reunía y discutía sobre temas de importancia local durante más de mil años. Las habitaciones del piso superior pasaron a ser usadas para reuniones cívicas hasta 1908. El Pepperpot albergó más tarde el museo de la ciudad, y sigue funcionando como sala con funciones públicas. El área arqueada bajo el edificio, a nivel de la calle, se ha usado como plaza de mercado.
Otros edificios significantes de la ciudad incluyen la Casa Roja de Edwin Lutyens y una importante escuela pública inglesa (Charterhouse) que se encuentra a una milla de la ciudad, en lo alto de la Colina Charterhouse. Charterhouse ganó la FA Cup con los Old Carthusians en 1880 y 1881.
Winkworth Arboretum, con su colección de árboles y arbustos raros, se localiza a unas pocas millas al sur.

## Suministro de electricidad pública
Godalming llamó la atención mundial en septiembre de 1881, cuando se convirtió en la primera ciudad en el Reino Unido en tener instalado un suministro público de electricidad, haciéndola accesible a los consumidores. Fue Calder & Barnet quien instaló un alternador de corriente de Siemens y una dinamo, que recibían la energía de una noria, localizada en el Molino Westbrook, en el río Wey. Había un número de cables de suministro que alimentaban 7 bombillas de arco y 34 Swan incandescente, algunas de las cuales estaban tendidas por los canalones. Las inundaciones a finales de 1881 causaron problemas y al final Calder & Barnet se retractaron del contrato. 
Le sucedió Siemens. Bajo Siemens, el sistema de suministro creció y cierto número de problemas técnicos se solucionaron. Sin embargo, más tarde en 1884, toda la ciudad volvió a la luz de gas al no lograr Siemens hacer una oferta para alumbrar la ciudad. Esto se debió a una investigación que llevó a cabo en la localidad que no consiguió proveer los apoyos adecuados para hacer el negocio viable, y Siemens había perdido dinero en el proyecto en los primeros años, pero estaba preparado para permanecer y ganar experiencia. La electricidad regresó a la ciudad en 1904.

## Transporte

### Tren
Godalming se encuentra en el recorrido de la vía principal del ferrocarril entre la Estación Waterloo de Londres y Portsmouth, y tiene el servicio de Trenes del Suroeste (South West Trains). La estación  ha sido reconocida por sus decoraciones florales, que incluyen diez cestos colgantes. Las siguientes estaciones en ambas direcciones de la línea son Farncombe y Milford, que en muchos aspectos (como por ejemplo el transporte y la educación) son, en la práctica, barrios de Godalming. La ciudad también tiene una red de autobuses que conectan el centro de la ciudad con las principales áreas residenciales.

### Carreteras
Las carreteras que pasan por Godalming, o cerca, son:
- A3: carretera nacional principal de Londres a Portsmouth, circunvala Godalming
- A31: carretera nacional principal de Guildford a Winchester, circunvala Godalming por el Hog's Back
- A281: carretera principal de Guildford a Brighton, circunvala Godalming
- A283: carretera principal de Milford a Shoreham-by-Sea
- A286: carretera principal de Milford a Birdham justo por detrás de Chichester
- A3100: carretera local principal de Guildford a Milford, atraviesa Godalming
- B2130: carretera local de Godalming a Cranleigh)
- B3000: carretera local de Farncombe a Compton, la A3 y luego a la A31 justo por detrás de Puttenham
- B3001: carretera local de Milford a Farnham

Un servicio de transporte comunitario es suministrado por parte de "Hoppa". Presidido durante sus dificultosos primeros días por Brian Richards. Waverley Hoppa has burgeoned into a low priced provider of minibus and MPV personalised transport for the elderly, the disabled, the young and others for whom simply getting from where they are to where they want to be is a problem.

### Aire
Godalming se encuentra casi a la misma distancia (50 kilómetros) de Heathrow como de Gatwick, los dos mayores aeropuertos comerciales internacionales en el Sureste de Inglaterra.

### Agua
Las Navegacioes de Wey y Godalming terminan en la Iglesia Unida.

## Áreas residenciales
La gente vive en el centro de la ciudad y varios barrios; al este está Catteshall; al oeste está Aaron's Hill y Ockford Ridge; al norte está Farncombe, Charterhouse y Frith Hill; y al sur está Holloway Hill, Busbridge y Crownpits. A veces Milford es clasificado como un barrio de Godalming.

## Educación
Los establecimientos de educación en o cerca del área de Godalming incluyen:

### Universidades
La Universidad de Surrey está justo afuera de Godalming (en Guildford).

### Escuelas privadas
- Escuela Charterhouse: famoso internado público fundado en 1611 y situado en Godalming desde 1872.  Aunque el 6º curso es mixto (2:1 chicos:chicas), los cursos inferiores son sólo masculinos. Los resultados en los exámenes en 2006 con un nivel B o superior fueron GCSE 96%, nivel AS 81%, nivel A 88%.  El coste de la matrícula es de £26,100 al año para los internados o £21,576 al año para los no internados.
- Escuela Prior's Field: internado privado femenino independiente fundado a principios del siglo XX por Julia Huxley.  Los resultados de los exámenes en 2006 con un nivel B o superior fueron: niveles A 57%, GCSE 86%.  (enlace roto disponible en Internet Archive; véase el historial, la primera versión y la última). Hay 333 estudiantes de los cuales el 40% son internos (semanalmente o trimestralmente); el coste por trimestre (2006/07) son 3.950£ más otros 2.445£ por matrícula.
- Escuela Santa Hilary: escuela preparatoria masculina 2.5 - 7 (alrededor de 90) y femenina 2.5 - 11 (alrededor de 200). Los chicos continúan principalmente en Aldro (74% 2006) y las chicas en Prior's Field (36%), Escuela de Santa Caterina Bramley (19%) y Escuela Tormead Guildford (13%). Obtuvieron becas el 17% de las chicas en 2006. El coste anual está entre los 6.270£ y los 9.060£. Archivado el 14 de noviembre de 2007 en Wayback Machine.

### Institutos estatales de 6º curso
- Instituto Godalming: en el área de Holloway Hill de Godalming. Fundado en 1975 en el campus de la Escuela de Gramática de Godalming, atiende a alumnos de los 16 a los 19 años. Archivado el 9 de octubre de 2006 en Wayback Machine. Recibió el premio estatus Beacon en 2006, fue la mejor escuela estatal con niveles AS/A en el área de Surrey en 2004; su informe Ofsted de 2005 calificó al instituto como "destacado" en seis de las siete materias básicas ("bueno" en la 7ª

### Escuelas de secundaria estatales
Los números entre paréntesis indican el tanto por ciento de alumnos que logran 5 A-C GCSEs en total y luego se incluye las asignaturas básicas de matemáticas y lengua inglesa.
- Escuela Broadwater: en el área de Farncombe de Godalming, atiende a gente joven de los 11 a los 16 años y no tiene 6º curso. (42, 29)
- Instituto Tecnológico Rodborough: en el pueblo de Milford en las afueras de Godalming, Rake Lane. Atiende a gente joven de 11 a 16 años y no tiene 6º curso.(64, 59).

### Escuelas estatales de primaria (incluye las concertadas)
Todas las escuelas de primaria en Godalming son coeducacionales. Las escuelas infantiles cubren las edades de 4 a 7, las juveniles de 8 a 11.
Las cifras mostradas entre paréntesis son VA valor añadido, una medida de cómo ha mejorado el nivel de los alumnos, y PAG puntuación agregada, la suma de los porcentajes de alumnos que alcanzan los niveles establecidos en inglés, matemáticas y ciencias (así pues, el máximo posible es 300).
- Escuela de Primaria de Loseley Fields (VA 98.9, PAG 195): en el pueblo de Binscombe, a las afueras del lado de Farncombe de Godalming.
- Escuela Juvenil Busbridge C of E Aided (VA 100.9, PAG 279): construida hace unos 100 años por miembros de la cercana Iglesia de Bursbridge y continúa habiendo importantes vínculos entre ambos. Admite a 60 niños cada años con preferencia para los cristianos y en particular a los niños de los miembros de las iglesias de Busbridge/ Hambledon.
- Escuela Infantil del Condado de Busbridge: en Hambledon Road Godalming. Alberga alrededor de 150 niños (2007)
- Escuela Juvenil de Chandler C of E: en el área de Witley y alberga unos 330 niños.
- Escuela Juvenil de Godalming (VA 100.6, PAG 275): en el área de Farncombe de Godalming. Tiene 230 alumnos en 8 clases (4 por curso). El informe Ofsted de 2005 calificó a la escuela como la menos satisfactoria en todas las 4 nuevas categorías.
- Escuela Milford: escuela infantil situada en el centro del pueblo de Milford, a las afueras de Godalming.
- Escuela Moss Lane
- Escuela Católica de Primaria de San Edmundo (VA 100.1, PAG 282): escuela parroquial soportada voluntariamente que cubre tanto primaria como las edades juveniles (4-11); está relacionada tanto con la Iglesia de San Edmundo en Godalming como con la Iglesia de San José en Milford. El informe Ofsted de 2005 la describió como "una buena escuela con una reputación bien merecida por ofrecer un buen nivel de educación".
- Escuela de Primaria de Green Oak C of E, formalmente "de San Mark": actualmente cubre sólo los grupos de los dos primeros años pero ampliará un curso cada año.[8]
- Escuela Infantil de Witley C of E

### Escuelas previas
- Escuela de Gramática de Godalming (1930-1978)

## Deportes
- Godalming Town F. C. actualmente juega en la British Gas Business Southern League South & West. Creado en 1971 y su campo propio es el Estadio Wey (Meadrow).

- Cricket: se ha jugado en Godalming desde, por lo menos, 1767; Godalming Cricket Club juega ahora en Campo de Recreación de Holloway Hill.

## Teatro local
El Grupo de Teatro de Godalming es una compañía de teatro amateur en Godalming. Representa tres producciones cada año en el Teatro Ben Travers (Escuela Charterhouse, Godalming): un musical en primavera, un drama o una comedia en otoño y una pantomima o un espectáculo en Navidades. También dirige un grupo joven de teatro. 

## Medios de comunicación
La novela cómica de Caída y auge de Reginald Perrin, por David Nobbs, contiene la siguiente nota a pie de página: "Nota: Se cree que este libro menciona a Godalming más que ningún otro jamás escrito, incluyendo Una Historia Social, Artística y Económica de Godalming, por E. Phipps-Blythburgh". La novela fue la segunda en una trilogía, adaptada después para una serie de televisión: The Fall and Rise of Reginald Perrin.
La ciudad se ha usado a menudo como telón de fondo para el rodaje de varias películas y programas de televisión. En febrero de 2006, la calle Church, que lleva del Pepperpot a la iglesia parroquial, fue usada en la producción de The Holiday.

## GOLO: la Lotería de la Ciudad de Godalming
La Lotería de la Ciudad de Godalming (the Godalming Town Lottery en inglés) "GOLO" fue puesta en marcha en Godalming el 1 de noviembre de 2008, por la Asociación Go-Godalming. Es miembro del Concejo de Loterías.
Se la considera la primera lotería de ciudad.
Los jugadores pueden comprar participaciones en tiendas y bares locales por toda la ciudad, en los sitios que muestran el póster GOLO "On Sale Here" (GOLO "Venta Aquí"). Las participaciones cuestan 1 libra esterlina y el sorteo tiene lugar el último sábado de cada mes. El primero fue el día de la ciudad de Godalming, el 29 de noviembre de 2008, en el Pepperpot.
Hay 17 premios, entre 10 y 500£.
Los números ganadores se anuncian en las tiendas y bares que venden las participaciones, en el Surrery Advertiser y en la página web: www.golo.org.uk
GOLO beneficiará a la ciudad puesto que todos los ingresos se donarán a causas locales, empezando con el fondo de techo de Bandstand. GOLO es una lotería comunal para la Comunidad de Godalming.

## Personalidades importantes
Numerosas personas importantes nacieron en la ciudad: James Oglethorpe (nacido en 1696), fundador de la colonia de Georgia; Julius Caesar (nacido 1830), jugador de cricket; Aldous Huxley (nacido en 1894), escritor; Nick Clarke (nacido en 1948), periodista y presentador radiofónico; y Mick Mills (nacido en 1949), futbolista. Jack Phillips, el operador de radio del Titanic, tiene un bar en Wetherspoons con su nombre.
El arquitecto Sir Edwin Lutyens comenzó a trabajar en 1896 en una casa en Munstead Wood (Godalming) para la diseñadora de jardines Gertrude Jekyll. Murió en 1932 y fue enterrada en el camposanto de San Juan Bautista, en Busbridge (Godalming), junto con su hermano.
En el siglo XIX, el juez James Wilde, I Barón Penzance vivió en el Parque Eashing, en Godalming.
A finales del siglo XX, el actor Terry-Thomas, el actor cómico Terry Scott, el comediante Billy Dainty y el cantante Alvin Stardust residieron en la ciudad.
Entre las personas de importancia que actualmente viven en la ciudad se encuentra la actriz Rachel Hurd-Wood.
Paul Merrett, un famoso chef que ha aparecido varias veces en la televisión británica, estudió en Rodborough.